# 巴賽族

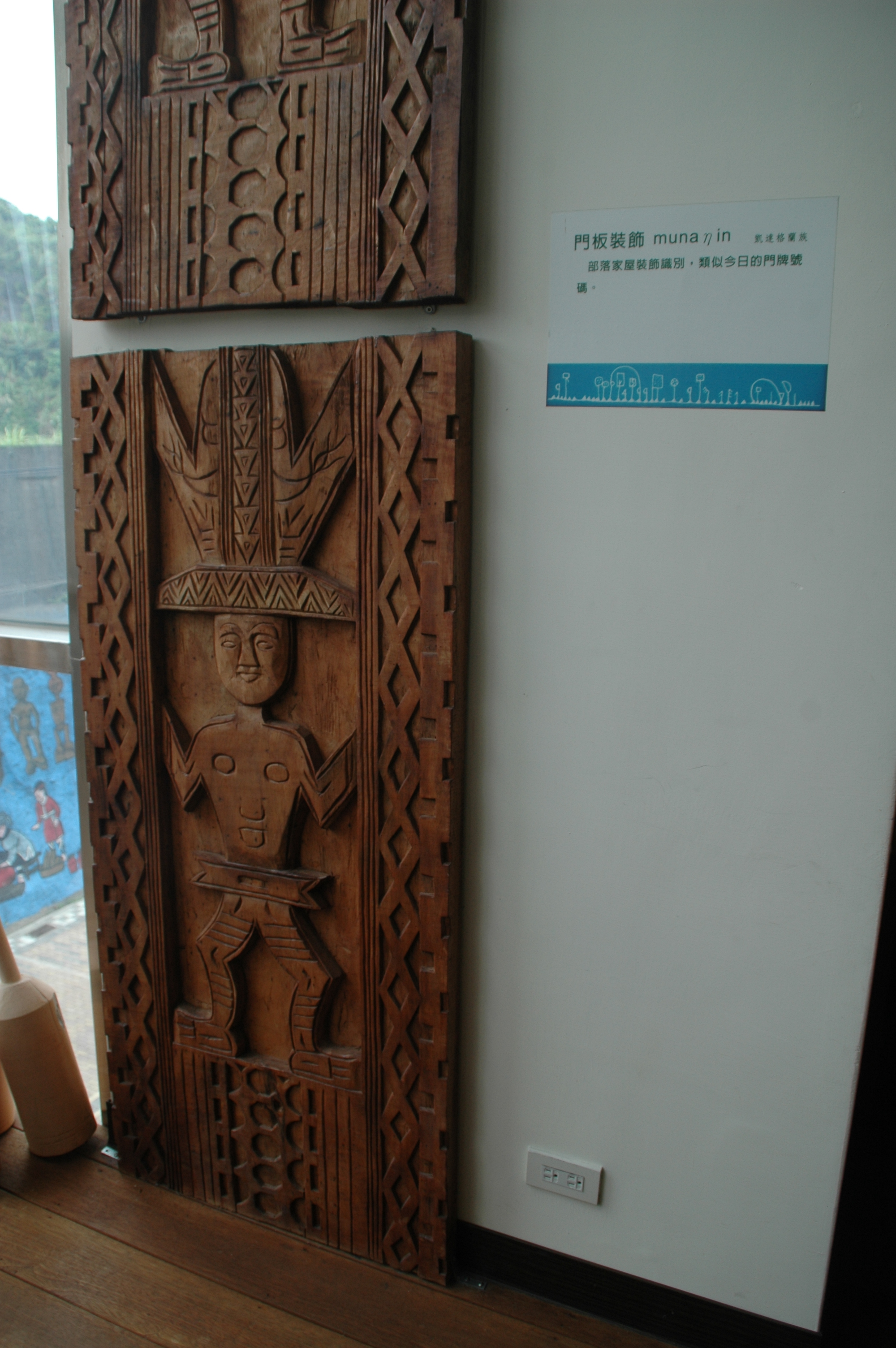
巴賽族的木雕板

巴賽族，又稱馬賽族、馬塞族，為台灣平埔族原住民，分布於新北淡水、台北、基隆、新北貢寮一帶，以新北金山、基隆及新北貢寮一帶為主體。且與蘭陽平原上的噶瑪蘭族曾有著密切的關係，現因巴賽族是被凱達格蘭族所同化又被漢化而難以辨別。巴賽族與雷朗族（Luilang）同屬凱達格蘭族的支系。

## 簡介
巴賽族的祖先最早有可能是在新石器時代後期，從東南亞來到台灣東、北部沿海地帶以金屬、玻璃等物品進行貿易的族群，後來貿易來往因故中斷，他們留在台灣，但和其他沿海地帶的族人不同，並沒有被當地的台灣原住民族同化，而是持續以交易為主的方式生活，最主要的證據為他們的聚落分布表現出明顯的「貿易與交換離散社群」特徵，而且以薩那賽傳說為主流族群起源（相傳巴賽族的祖先是從其原居地「沙那賽」（Sanasai）出發後，至台灣島最東境的岬角三貂角（San Tiago/Ki-vanow-an）登陸。），1694年康熙大地震前，巴賽族仍為北台北一帶最主要的住民結構群。該族分布範圍在淡水河、基隆河、新店溪以北地區，即分佈於現今台北市、基隆市、新北市的瑞芳、貢寮、新店等地。再加上16世紀前遷移至宜蘭社頭的一支‧哆囉美遠（Trobiawan），並及相關的宜蘭里腦社（Linaw）。
巴賽族是台灣少數以貿易為主要生活方式的族群，他們一年只從事不到幾個月的小型農耕，其餘時間大多以其製作的工藝品如器具、布料等東西和其他族群交換糧食，在現今巴賽族舊社遺址中發現的近代陶器也幾乎都是跟噶瑪蘭族貿易而來的，有時他們也會做為在地原住民族與外來商人、統治者的中介角色，他們貿易對象擴及整個北部、東北部沿海或河岸地區，在17世紀西班牙人的文獻紀錄中，巴賽語甚至隨著他們的貿易成為北台灣不同族群的通用語言。記載中Quimaurri（金包里社）、Taparri（淡水社）雖然住在不同地方，但所有的Quimaurri人都是Taparri人，他們互相競爭，但也互相通婚、習俗相同，不像其他原住民那樣耕種、在自己村社附近偶爾獵鹿、交易鹿皮。他們以手工和其他原住民交換稻米，他們也輕視其他農耕的原住民。荷蘭文獻稱馬賽族不事農耕，可以推測其他農耕的原住民也許與馬賽人為不同族群。:287-295因為從16世紀開始漢人商人已經進入北台灣並大量輸入陶瓷器、小型工藝品等商品，所以巴賽人傳統的手工藝並無法累積大量的財產，相較於其他族群而言生活條件是比較差的，後來巴賽族逐漸成為了福建商人和台灣原住民交易的中介角色，17世紀-18世紀，福建泉州府和漳州府一帶的漢人移民大量進入台灣，平埔各族因處平地，與漢人的接觸機會較多，致使原有的文化與母系社會制度迅速滅失，漢人將其歸之為「熟番」。目前部分族裔定期於「自立長老會新北投教會」（台北市北投區中和街377號）聚會活動。

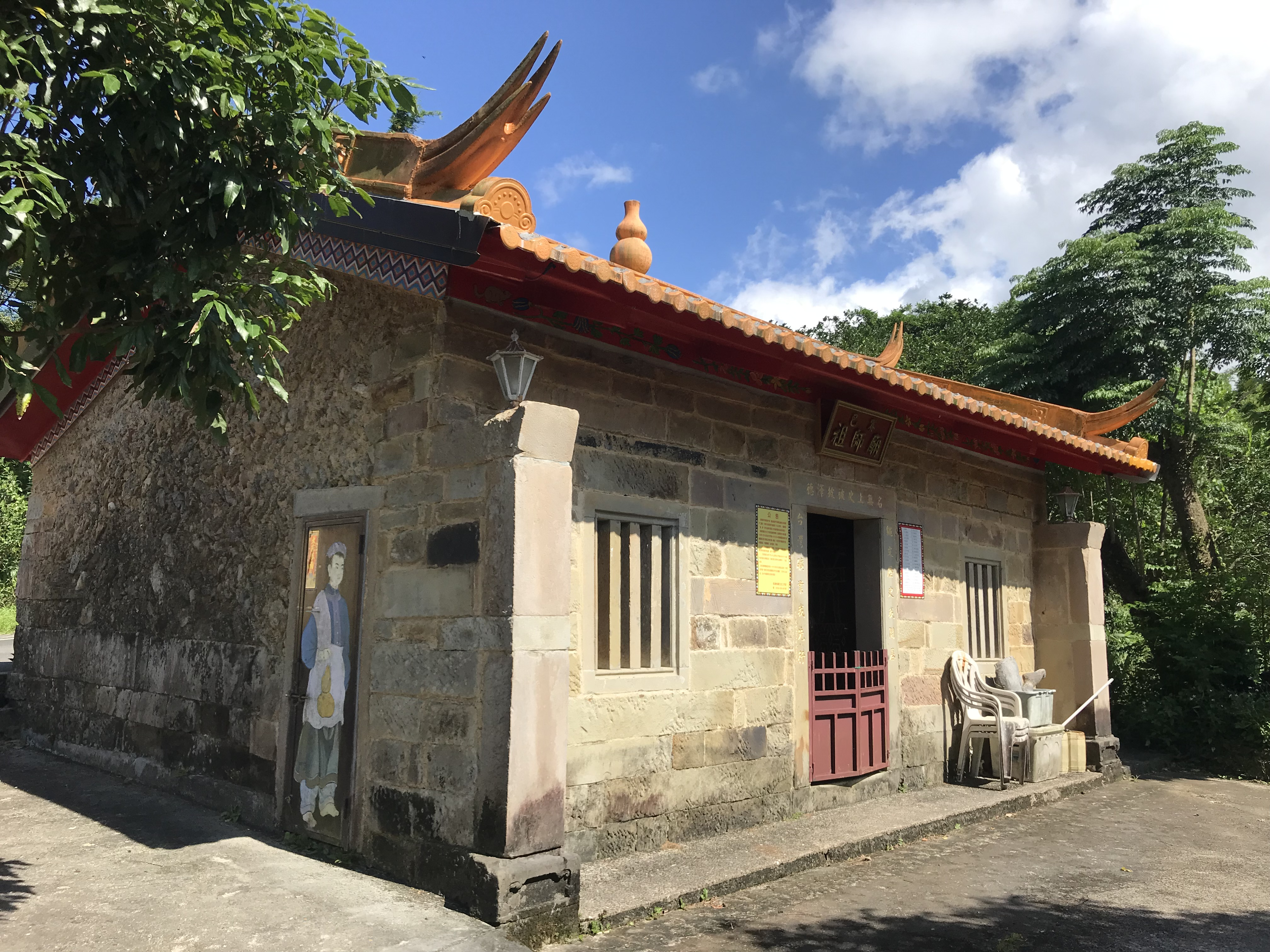
貢寮巴賽祖師廟

### 參與戰役
雞籠之戰（第二次聖薩爾瓦多城戰役）交戰途中，有1000位淡水巴賽族弓箭手抵達雞籠島（巴賽語：Tuman）對岸，替荷蘭軍助陣，不過荷軍實戰指揮官哈魯斯認為弓箭對戰況幫助不大，令其留駐原地。

## 聚落

### 臺北市
| - 嗄嘮別社 - 內北投社 - 唭哩岸社 - 毛少翁社 - 大浪泵社 | - 圭武卒社 - 塔塔悠社 - 貓裡錫口社 - 里族社 |

### 新北市
| - 老梅社 - 小雞籠社 - 大屯社 - 圭柔社 - 外北投社 - 滬尾社 | - 八里坌社 - 南港社 - 峰仔峙社 - 金包裏社 - 三貂社（山朝社）（基瓦諾灣社） |

### 基隆市
- 瑪陵坑社
- 暖暖社
- 大雞籠社

## 遺跡研究
位於北台灣的七星山，在接近山頂附近有類似金字塔形狀一樣的小山丘，以及附近散落的一些奇岩怪石，飛碟學家何顯榮者認為是台灣巨石文化的遺跡，極可能是巴賽族的祭壇。
2004年，內政部營建署陽明山國家公園管理處委託中華民國國家公園學會進行「七星山天坪與凱達格蘭文明研究」，初步結果認為該「遺跡」並非過去人類行為的遺留，相關考古發掘亦未發現早期人類遺留，因此無法證明該區域與「凱達格蘭文明」有關。

## 藝術作品
以巴賽族為背景之作品有：

### 著作
- 莊華堂《巴賽風雲》（臺北：唐山出版社，2007年）
- 莊華堂《水鄉》（臺北：九歌出版社，2011年）
- 徐毅振《康熙台北湖》（臺中：白象出版社，2019年）

### 漫畫
- 簡士頡《北投女巫》

## 知名人物
- 李宗盛（1958-）：臺灣知名音樂製作人、詞曲作家、歌手，出生於台北北投，母親為巴賽族後裔，北投社耆老潘慧耀為其親舅舅[16]。
- 潘氏腰（1867-?）：日本統治時期貢寮莊新社（舊稱三貂社）巴賽族耆老，1936年協助語言學者淺井惠倫記錄約1000餘巴賽語字彙及採錄三首祭歌。同年協助日人石坂莊作錄製三支巴賽語「祝年歌」等歌謠。
- 潘耀璋（1934-2008）：基隆市仁愛區仁愛國民小學退休校長，前台北縣凱達格蘭族協會理事長，凱達格蘭族（巴賽族）文化復振運動家。

## 外部連結
- .   [2021-07-22]. （原始内容存档于2021-07-23）.
- YouTube上的凱達格蘭族的奮起之路